# Merville (Norte)
Merville é uma comuna francesa na região administrativa de Altos da França, no departamento do Norte. Estende-se por uma área de 26.96 km². Em 2010 a comuna tinha 9 686 habitantes (densidade: 359,3 hab./km²).